# Campionats del món de ciclisme en ruta de 1947
Els Campionats del món de ciclisme en ruta de 1947 es disputaren el 2 i 3 d'agost a Reims, França.

## Resultats
| Proves :                         | Or                              | Or         | Argent                  | Argent | Bronze                          | Bronze |
| Professionals                    |                                 |            |                         |        |                                 |        |
| Cursa en línia masculina detalls | Theo Middelkamp · Països Baixos | 7h 28' 17" | Albert Sercu · Bèlgica  | + 10"  | Jefke Janssen · Països Baixos   | m. t.  |
| Amateurs                         |                                 |            |                         |        |                                 |        |
| Cursa en línia masculina         | Alfio Ferrari · Itàlia          | 4h 18' 58" | Silvio Pedroni · Itàlia | -      | Gerard Van Beek · Països Baixos | -      |

## Medaller
| Posició | País          | Or | Plata | Bronze | Total |
| 1       | Itàlia        | 1  | 1     | 0      | 2     |
| 2       | Països Baixos | 1  | 0     | 2      | 3     |
| 3       | Bèlgica       | 0  | 1     | 0      | 1     |
| Total   | Total         | 2  | 2     | 2      | 6     |